# Bion 2
Bion 2 (Бион 2, en ruso), también conocido como Cosmos 690, fue el nombre de un satélite artificial soviético perteneciente a la serie de satélites Bion. Fue lanzado el 22 de octubre de 1974 desde el cosmódromo de Plesetsk mediante un cohete Soyuz y contó con participación checa y rumana. Regresó a la Tierra el 24 de noviembre de 1974.

## Objetivos
La misión de Bion 2 consistió en realizar diversos estudios biológicos. A bordo llevaba varias ratas albinas que durante el vuelo fueron sometidas a dosis de radiación gamma de una fuente situada en el interior del satélite. Tras ser recuperadas 20,5 días más tarde, las ratas mostraban problemas pulmonares y su sangre y médula ósea se habían deteriorado en mayor grado que en ratas de control.

## Características
Bion 2 estaba basada, como todas las naves de la serie Bion, en los satélites de reconocimiento Zenit.